# Amblyopone lurilabes
Amblyopone lurilabes é uma espécie de formiga do gênero Amblyopone.